# Phạm Hải Trung
Phạm Hải Trung (sinh ngày 19 tháng 8 năm 1968) là một tướng lĩnh Quân đội nhân dân Việt Nam, quân hàm Thiếu tướng. Ông hiện giữ chức vụ Phó Bí thư Đảng ủy đoàn 969, Trưởng ban quản lý Lăng, Tư lệnh Bộ Tư lệnh Bảo vệ Lăng Chủ tịch Hồ Chí Minh.

## Lịch sử thụ phong quân hàm
| Năm thụ phong | -      | 2023        |
| Cấp bậc       |        |             |
| Danh Xưng     | Đại tá | Thiếu tướng |